# Dave (serie de televisión)
Dave es una serie de televisión de comedia estadounidense que se estrenó en FXX el 4 de marzo de 2020. La serie es creada y protagonizada por el rapero cómico Lil Dicky. El 17 de febrero de 2022, FXX renovó la serie para una tercera temporada, que se estrenó el 5 de abril de 2023. El 1 de febrero de 2024, FXX canceló la serie tras tres temporadas.

## Sinopsis
La serie está protagonizada por una versión ficticia de Lil Dicky y se centra en un hombre neurótico de los suburbios de unos veinte años que se ha convencido de que está destinado a ser uno de los mejores raperos de todos los tiempos. Ahora debe convencer a sus amigos más cercanos, porque con su ayuda, podría convencer al mundo.

## Elenco

### Principal
- Lil Dicky como él mismo
- Taylor Misiak como Ally
- GaTa como él mismo
- Andrew Santino como Mike
- Travis «Taco» Bennett como Elz
- Christine Ko como Emma

### Recurrente
- Gina Hecht como Carol Burd
- David Paymer como Don Burd
- Benny Blanco como él mismo

### Invitados especiales

#### Primera temporada
- YG
- Macklemore
- Trippie Redd
- Young Thug
- Gunna
- MadeinTYO
- O.T. Genasis
- Charlamagne tha God
- Tierra Whack
- Angela Yee
- Ninja
- Justin Bieber
- Kourtney Kardashian
- Marshmello

#### Segunda temporada
- CL
- Hailey Bieber
- Kendall Jenner
- Kyle Kuzma
- Kareem Abdul-Jabbar
- Doja Cat
- Rae Sremmurd
- J Balvin
- Zach King
- Lil Yachty
- Desiigner
- Dave East
- Denzel Curry
- DJ Drama
- Kevin Hart
- Lil Nas X

#### Tercera temporada
- Usher
- Rick Ross
- Demi Lovato
- Don Cheadle
- Machine Gun Kelly
- Megan Fox
- Killer Mike
- Travis Barker

## Episodios
| Temporada | Temporada | Episodios | Episodios | Emisión original    | Emisión original     |
| Temporada | Temporada | Episodios | Episodios | Primera emisión     | Última emisión       |
| --------- | --------- | --------- | --------- | ------------------- | -------------------- |
|           | 1         | 10        | 10        | 4 de marzo de 2020  | 29 de abril de 2020  |
|           | 2         | 10        | 10        | 16 de junio de 2021 | 11 de agosto de 2021 |
|           | 3         | 10        | 10        | 5 de abril de 2023  | 31 de mayo de 2023   |

### Primera temporada (2020)
| N.º en serie | N.º en temp. | Título                | Dirigido por   | Escrito por               | Fecha de emisión original | Código de prod. | Audiencia (millones) |
| ------------ | ------------ | --------------------- | -------------- | ------------------------- | ------------------------- | --------------- | -------------------- |
| 1            | 1            | «The Gander»          | Greg Mottola   | Lil Dicky y Jeff Schaffer | 4 de marzo de 2020        | XXLD01001       | 0,292                |
| 2            | 2            | «Dave's First»        | Greg Mottola   | Yamara Taylor             | 4 de marzo de 2020        | XXLD01002       | 0,220                |
| 3            | 3            | «Hypospadias»         | Greg Mottola   | Lil Dicky                 | 11 de marzo de 2020       | XXLD01003       | 0,163                |
| 4            | 4            | «Somebody...»         | Tony Yacenda   | Luvh Rakhe                | 18 de marzo de 2020       | XXLD01004       | 0,199                |
| 5            | 5            | «Hype Man»            | Tony Yacenda   | Saladin Patterson         | 25 de marzo de 2020       | XXLD01006       | 0,210                |
| 6            | 6            | «Talent Shows»        | Andrew DeYoung | Lil Dicky                 | 1 de abril de 2020        | XXLD01007       | 0,167                |
| 7            | 7            | «What Wood You Wear?» | Andrew DeYoung | Alex Russell              | 8 de abril de 2020        | XXLD01005       | 0,130                |
| 8            | 8            | «PIBE»                | Andrew DeYoung | Max Searle                | 15 de abril de 2020       | XXLD01008       | 0,295                |
| 9            | 9            | «Ally's Toast»        | Ben Sinclair   | Vanessa McGee             | 22 de abril de 2020       | XXLD01009       | 0,237                |
| 10           | 10           | «Jail»                | Tony Yacenda   | Lil Dicky                 | 29 de abril de 2020       | XXLD01010       | 0,213                |

### Segunda temporada (2021)
| N.º en serie | N.º en temp. | Título                 | Dirigido por  | Escrito por               | Fecha de emisión original | Código de prod. | Audiencia (millones) |
| ------------ | ------------ | ---------------------- | ------------- | ------------------------- | ------------------------- | --------------- | -------------------- |
| 11           | 1            | «International Gander» | Jake Schreier | Lee Sung Jin              | 16 de junio de 2021       | XXLD02001       | 0.180                |
| 12           | 2            | «Antsy»                | Ben Sinclair  | Luvh Rakhe                | 16 de junio de 2021       | XXLD02002       | 0.164                |
| 13           | 3            | «The Observer»         | Ben Sinclair  | Max Searle                | 23 de junio de 2021       | XXLD02004       | 0.163                |
| 14           | 4            | «Kareem Abdul-Jabbar»  | Kitao Sakurai | Biniam Bizuneh            | 30 de junio de 2021       | XXLD02005       | 0.130                |
| 15           | 5            | «Bar Mitzvah»          | Ben Sinclair  | Lil Dicky                 | 7 de julio de 2021        | XXLD02006       | 0.152                |
| 16           | 6            | «Somebody Date Me»     | Tayarisha Poe | Alex Russell              | 14 de julio de 2021       | XXLD02003       | 0.165                |
| 17           | 7            | «Ad Man»               | Tony Yacenda  | April Shih                | 21 de julio de 2021       | XXLD02007       | 0.166                |
| 18           | 8            | «The Burds»            | Tony Yacenda  | Vanessa McGee             | 28 de julio de 2021       | XXLD02008       | 0.124                |
| 19           | 9            | «Enlightened Dave»     | Kitao Sakurai | Luvh Rakhe & Lee Sung Jin | 4 de agosto de 2021       | XXLD02009       | 0.105                |
| 20           | 10           | «Dave»                 | Alma Har'el   | Dave Burd                 | 11 de agosto de 2021      | XXLD02010       | 0.152                |

### Tercera temporada (2023)
| N.º en serie | N.º en temp. | Título             | Dirigido por   | Escrito por                                                | Fecha de emisión original | Código de prod. | Audiencia (millones) |
| ------------ | ------------ | ------------------ | -------------- | ---------------------------------------------------------- | ------------------------- | --------------- | -------------------- |
| 21           | 1            | «Texas»            | Brian Lannin   | Luvh Rakhe y Randall Valdez Castill                        | 5 de abril de 2023        | XXLD03001       | 0.137                |
| 22           | 2            | «Harrison Ave»     | Kitao Sakurai  | Jordan Mendoza                                             | 5 de abril de 2023        | XXLD03003       | 0.080                |
| 23           | 3            | «Hearsay»          | Tony Yacenda   | Biniam Bizuneh                                             | 12 de abril de 2023       | XXLD03002       | 0.133                |
| 24           | 4            | «Wisconsin»        | Ben Sinclair   | Emma Wisdom                                                | 19 de abril de 2023       | XXLD03004       | 0.111                |
| 25           | 5            | «The Storm»        | Shannon Murphy | Rob Rosell                                                 | 26 de abril de 2023       | XXLD03005       | 0.105                |
| 26           | 6            | «#RIPLilDicky»     | Ben Sinclair   | Starlee Kine                                               | 3 de mayo de 2023         | XXLD03006       | 0.082                |
| 27           | 7            | «Rebirthday»       | Tony Yacenda   | Jeanie Bergen                                              | 10 de mayo de 2023        | XXLD03007       | 0.111                |
| 28           | 8            | «Met Gala»         | Kitao Sakurai  | Niles Abston y Trevor Alper                                | 17 de mayo de 2023        | XXLD03008       | 0.094                |
| 29           | 9            | «Dream Girl»       | Shannon Murphy | Vanessa McGee                                              | 24 de mayo de 2023        | XXLD03009       | 0.119                |
| 30           | 10           | «Looking for Love» | Kitao Sakurai  | Historia de: Dave Burd y Vanessa McGee Guion de: Dave Burd | 31 de mayo de 2023        | XXLD03010       | 0.096                |

## Lanzamiento

### Distribución
En España, se estrenó el 5 de marzo de 2020 en HBO España.

## Recepción

### Críticas
En Rotten Tomatoes la serie tiene un índice de aprobación del 60%, basado en 10 reseñas, con una calificación promedio de 5.88/10. En Metacritic, tiene puntaje promedio ponderado de 61 sobre 100, basada en 9 reseñas, lo que indica «críticas generalmente favorables».